# Cuchilla de Haedo
La Cuchilla de Haedo és una serralada que travessa l'extrem septentrional de l'Uruguai d'est a oest. Travessa els departaments de Tacuarembó, Salto, Rivera i Paysandú.
Haedo separa els afluents del Río Negro d'aquells del riu Uruguai. El Cerro Batoví, a Tacuarembó, és un punt important de la serralada. Entre els rius i cursos fluvials més destacats d'Haedo són el riu Daymán i l'Arapey, tots dos al departament de Salto.

## Pics importants
- Cerro Batoví (224 m)[1]
- Cerro Bonito (351 m)
- Cerro Cementerio (255 m
- Cerro de los Chivos (284 m)
- Cerro del Medio (221 m)
- Cerro Lunarejo (332 m)
- Cerro Miriñaque (282 m)